# Love, in Itself
«Love in Itself • 2» (en español, [el] Amor en sí mismo) es el noveno disco sencillo del grupo inglés de música electrónica Depeche Mode, el segundo desprendido de su álbum Construction Time Again, lanzado en 7 y en 12 pulgadas sólo en Europa en 1983.
Love, in Itself es una canción compuesta por Martin Gore, como lado B apareció la canción Fools compuesta por Alan Wilder.

## Descripción
Love, in Itself es una función medianamente industrial, porque las percusiones oscilan todo el tiempo entre duras y muy suaves, lo cual no caracteriza a los temas industriales, sino una serie de bases percusivas con acompañamiento de instrumentos acústicos, como unas sonoras trompetas, piano e incluso cuerdas, en realidad aunque nunca se mencione el primer tema de DM que incorporaba sonidos de guitarra cuando aún estaban etiquetados simplemente como grupo de música electrónica.
Además de ello, cuenta con unas pocas bases sintéticas que complementan sobre todo hacia la coda. Como tema industrial resultó muy pop y como pop resultaría muy industrial, lo cual zanjaba cada vez más el camino a lo que serían composiciones posteriores más plenamente industriales como Everything Counts del mismo álbum o People Are People de 1984.
Por otro lado, la letra es en realidad la más sólida en cuanto el concepto global del álbum Construction Time Again, el cual es supuestamente un álbum conceptual, logrado a medias como ellos mismos reconocerían.
Comienza con una primera estrofa de letra muy dramática como de destino irremediable, para pasar al primer coro en el cual se encuentra la parte más álgida de la canción diciendo “Hubo un tiempo en el que todo en mi mente era amor, Ahora encuentro que la mayor parte del tiempo el amor no es suficiente en sí mismo”. Los coros son cantados a dos voces, aunque para la versión en el disco sencillo del tema estos son más sonoros con un discreto efecto de eco.
Como curiosidad, las palabras Love, in Itself del título no se dicen tal cual en ninguna parte de la canción, sino la frase larga "Love's not Enough, in Itself", o sea, “(el) Amor no es suficiente en sí mismo”.
El título del sencillo, tal como aparece en su versión estándar en vinilo de 7 pulgadas, es "Love in Itself • 2", mientras en la edición de 12 pulgadas es "Love in Itself • 3", la cual es la versión larga del tema y lo que consecuentemente vuelve a la del álbum la versión • 1. En la edición en 12 pulgadas, aparece además la versión • 4, conocida como The Lounge Version, que es una interpretación acústica del tema en forma de jazz.

## Formatos
En disco de vinilo
7 pulgadas Mute 7 Bong4  Love in Itself • 2
| Lado A |                      |          |  |
| N.º    | Título               | Duración |  |
| 1.     | «Love in Itself • 2» | 4:00     |  |

| Lado B |         |          |  |
| N.º    | Título  | Duración |  |
| 1.     | «Fools» | 4:14     |  |

12 pulgadas Mute 12 Bong4  Love in Itself • 3
| Lado A |                      |          |  |
| N.º    | Título               | Duración |  |
| 1.     | «Love in Itself • 3» | 7:15     |  |

| Lado B |                                           |          |  |
| N.º    | Título                                    | Duración |  |
| 1.     | «Fools» (Bigger)                          | 7:38     |  |
| 2.     | «Love in Itself • 4» (The Lounge Version) | 4:36     |  |

12 pulgadas Mute L12 Bong4  Love in Itself • 2 and live tracks
| Lado de estudio |                      |          |  |
| N.º             | Título               | Duración |  |
| 1.              | «Love in Itself • 2» | 4:16     |  |

| Lado en vivo |                                                                                    |          |  |
| N.º          | Título                                                                             | Duración |  |
| 1.           | «Just Can't Get Enough» (en vivo el 25 de octubre de 1982 en Hammersmith, Londres) | 5:35     |  |
| 2.           | «A Photograph of You» (en vivo el 25 de octubre de 1982 en Hammersmith, Londres)   | 3:45     |  |
| 3.           | «Shout» (en vivo el 25 de octubre de 1982 en Hammersmith, Londres)                 | 4:46     |  |
| 4.           | «Photographic» (en vivo el 25 de octubre de 1982 en Hammersmith, Londres)          | 3:55     |  |

CD 1991
En 1991, Love In Itself se realizó en formato digital dada su inclusión en la colección The Singles Boxes 1-3 de ese año, con lo que de paso vio por primera vez su publicación en los Estados Unidos.
| Mute CD Bong4 Love in Itself • 2 |                                           |          |  |
| N.º                              | Título                                    | Duración |  |
| 1.                               | «Love in Itself • 2»                      | 4:00     |  |
| 2.                               | «Fools»                                   | 4:17     |  |
| 3.                               | «Love in Itself • 3»                      | 7:17     |  |
| 4.                               | «Fools» (Bigger)                          | 7:39     |  |
| 5.                               | «Love in Itself • 4» (The Lounge Version) | 4:39     |  |

## Vídeo promocional
El vídeo de Love, in Itself fue dirigido por Clive Richardson, el tercero que hizo para DM, y en él se muestra a los miembros del grupo caminando por una cueva al tiempo que se intercalan imágenes de una fundición para complementar los sonidos industriales, mientras en las secciones de vientos del tema Martin Gore, Alan Wilder y Andrew Fletcher aparecen tocando trompetas, y más adelante Gore aparece tocando la guitarra, aunque sin imagen alguna de instrumentos electrónicos.
El video se incluye en la colección Some Great Videos de 1985 y en Video Singles Collection de 2016, el cual marca su primera aparición en formato digital en un lanzamiento oficial de la banda.

## En directo
La canción sería interpretada sólo durante los conciertos de la gira Construction Tour, para después, como varios de los temas de los primeros tres discos de DM, ser relegada por otras, igual que en sus más posteriores compilaciones de éxitos.